# West Rutland
West Rutland es un pueblo ubicado en el condado de Rutland en el estado estadounidense de Vermont. En el año 2010 tenía una población de 2,326 habitantes y una densidad poblacional de 8.3 personas por km².

## Geografía
West Rutland se encuentra ubicado en las coordenadas 43°35′53″N 73°3′33″O / 43.59806, -73.05917.

## Demografía
Según la Oficina del Censo en 2000 los ingresos medios por hogar en la localidad eran de $37,204 y los ingresos medios por familia eran $41,795. Los hombres tenían unos ingresos medios de $30,861 frente a los $21,936 para las mujeres. La renta per cápita para la localidad era de $17,144. Alrededor del 11.1% de la población estaban por debajo del umbral de pobreza.